# Natação nos Jogos Olímpicos de Verão de 2008 - 1500 m livre masculino
A competição dos 1500m livre masculino  nos Jogos Olímpicos de Verão de 2008 teve sua final no dia 17 de Agosto.

## Medalhistas
| Ouro   | TUN Oussama Mellouli |
| Prata  | AUS Grant Hackett    |
| Bronze | CAN Ryan Cochrane    |

## Recordes
Antes desta competição, os recordes mundiais e olímpicos da prova eram os seguintes:
| Tipo | Atleta        | Tempo    | Local   | Data                 | Ref |
| ---- | ------------- | -------- | ------- | -------------------- | --- |
|      | Grant Hackett | 14:34.56 | Fukuoka | 29 de julho de 2001  | ver |
|      | Grant Hackett | 14:43.40 | Atenas  | 21 de agosto de 2004 |     |

## Eliminatórias

### Eliminatória 1
| # | Pista | Nome                | País          | Time     | Notas |
| - | ----- | ------------------- | ------------- | -------- | ----- |
| 1 | 5     | Florian Janistyn    | AUT Áustria   | 15:12.46 |       |
| 2 | 3     | Petar Stoychev      | BUL Bulgária  | 15:28.84 |       |
| 3 | 6     | Ryan Paolo Arabejo  | PHI Filipinas | 15:42.77 |       |
| 4 | 4     | Juan Martin Pereyra | ARG Argentina | 15:49.57 |       |
| 5 | 2     | Ediz Yildirimer     | TUR Turquia   | 16:28.79 |       |

### Eliminatória 2
| # | Pista | Nome               | País          | Time     | Notas |
| - | ----- | ------------------ | ------------- | -------- | ----- |
| 1 | 3     | Nicolas Rostoucher | FRA França    | 15:00.58 |       |
| 2 | 5     | Mads Glaesner      | DEN Dinamarca | 15:03.33 |       |
| 3 | 2     | Tom Vangeneuden    | BEL Bélgica   | 15:11.04 |       |
| 4 | 4     | Maciej Hreniak     | POL Polônia   | 15:16.16 |       |
| 5 | 1     | Dragos Coman       | ROU Romênia   | 15:24.05 |       |
| 6 | 7     | Fernando Costa     | POR Portugal  | 15:26.21 |       |
| 7 | 8     | Ricardo Monasterio | VEN Venezuela | 15:45.98 |       |
| - | 6     | Christian Kubusch  | GER Alemanha  | DNS      |       |

### Eliminatória 3
| # | Pista | Nome                 | País              | Time     | Notas |
| - | ----- | -------------------- | ----------------- | -------- | ----- |
| 1 | 5     | Ryan Cochrane        | CAN Canadá        | 14:40.84 | Q, OR |
| 2 | 4     | Yuriy Prilukov       | RUS Rússia        | 14:41.13 | Q, ER |
| 3 | 3     | David Davies         | GBR Grã-Bretanha  | 14:46.11 | Q     |
| 4 | 6     | Park Taehwan         | KOR Coreia do Sul | 15:05.55 |       |
| 5 | 7     | Takeshi Matsuda      | JPN Japão         | 15:09.17 |       |
| 6 | 1     | Sergiy Fesenko       | UKR Ucrânia       | 15:13.03 |       |
| 7 | 8     | Richard Charlesworth | GBR Grã-Bretanha  | 15:17.27 |       |
| 8 | 2     | Sebastien Rouault    | FRA França        | 15:21.14 |       |

### Eliminatória 4
| # | Pista | Nome                 | País          | Time     | Notas |
| - | ----- | -------------------- | ------------- | -------- | ----- |
| 1 | 6     | Oussama Mellouli     | TUN Tunísia   | 14:47.76 | Q     |
| 2 | 2     | Sun Yang             | CHN China     | 14:48.39 | Q     |
| 3 | 4     | Mateusz Sawrymowicz  | POL Polônia   | 14:50.30 |       |
| 4 | 5     | Federico Colbertaldo | ITA Itália    | 14:51.44 |       |
| 5 | 3     | Craig Stevens        | AUS Austrália | 15:04.82 |       |
| 6 | 7     | Samuel Pizzetti      | ITA Itália    | 15:07.02 |       |
| 7 | 8     | Marco Rivera         | ESP Espanha   | 15:18.98 |       |
| - | 1     | Luka Turk            | SLO Eslovênia | DNS      |       |

### Eliminatória 5
| # | Pista | Nome                | País               | Time     | Notas |
| - | ----- | ------------------- | ------------------ | -------- | ----- |
| 1 | 5     | Grant Hackett       | AUS Austrália      | 14:38.92 | Q, OR |
| 2 | 6     | Zhang Lin           | CHN China          | 14:45.84 | Q, AS |
| 3 | 3     | Larsen Jensen       | USA Estados Unidos | 14:49.53 | Q     |
| 4 | 4     | Peter Vanderkaay    | USA Estados Unidos | 14:52.11 |       |
| 5 | 1     | Spyridon Gianniotis | GRE Grécia         | 14:53.32 |       |
| 6 | 8     | Gergo Kis           | HUN Hungria        | 15:09.67 |       |
| 7 | 7     | Troy Prinsloo       | RSA África do Sul  | 15:12.64 |       |
| 8 | 2     | Nikita Lobintsev    | RUS Rússia         | 15:35.47 |       |

## Final
| #                 | Pista | Nome             | País               | Time     | Notas |
| ----------------- | ----- | ---------------- | ------------------ | -------- | ----- |
| Medalha de ouro   | 7     | Oussama Mellouli | TUN Tunísia        | 14:40.84 | AR    |
| Medalha de prata  | 4     | Grant Hackett    | AUS Austrália      | 14:41.53 |       |
| Medalha de bronze | 5     | Ryan Cochrane    | CAN Canadá         | 14:42.69 |       |
| 4                 | 3     | Yuriy Prilukov   | RUS Rússia         | 14:43.21 |       |
| 5                 | 8     | Larsen Jensen    | USA Estados Unidos | 14:48.16 |       |
| 6                 | 2     | David Davies     | GBR Grã-Bretanha   | 14:52.11 |       |
| 7                 | 6     | Zhang Lin        | CHN China          | 14:55.20 |       |
| 8                 | 1     | Sun Yang         | CHN China          | 15:05.12 |       |

Legenda
| Recorde mundial      | Recorde mundial (World record)               |                       | Recorde africano                      | Recorde africano (African) |                                           | Q | Classificado por posição (Qualified) |
| Recorde olímpico     | Recorde olímpico (Olympic record)            | Recorde da América    | Recorde da América (Americas)         | q                          | Classificado por melhor tempo (Qualified) |   |                                      |
| Melhor marca do ano  | Melhor marca do ano (World leading)          | Recorde asiático      | Recorde asiático (Asian)              | DNS                        | Não largou (Did not start)                |   |                                      |
| Recorde nacional     | Recorde nacional (National record)           | Recorde europeu       | Recorde europeu (European)            | DNF                        | Não terminou (Did not finish)             |   |                                      |
| Recorde pessoal      | Recorde pessoal do atleta (Personal best)    | Recorde da Oceania    | Recorde da Oceania (Oceania)          | DSQ / DQ                   | Desclassificado (Disqualified)            |   |                                      |
| Recorde da temporada | Recorde da temporada do atleta (Season best) | Recorde sul-americano | Recorde sul-americano (South America) | NM                         | Sem marca (No mark)                       |   |                                      |